# Liste der Staatsoberhäupter 935
Übersicht
◄◄ | ◄ | 931 | 932 | 933 | 934 | Liste der Staatsoberhäupter 935 | 936 | 937 | 938 | 939 | ► | ►►

Weitere Ereignisse

## Afrika
- Ägypten
  - Herrscher: Muhammad ibn Tughdsch (935–946)

- Äthiopien
  - Kaiser (Negus Negest): Tatadim (919–959)

- Fatimiden
  - Kalif: al-Qa'im bi-amri 'llah (934–946)

## Asien
- Armenien
  - König: Abas I. (928–952)

- Bagan
  - König: Sale Ngahkwe (934–962)

- Champa
  - König: Indravarman III. (918–959)

- China
  - Kaiser: Lǐ Cóngkē (934–936)
  - Liao (in Nordchina)
    - Kaiser: Liao Taizong (926–947)

- Georgien
  - König: David II. (923–937)

- Indien
  - Östliche Chalukya
    - König: Yuddamalla II. (928–935)
    - König: Chalukya Bhima II. (935–947)

  - Chola
    - König: Paranthaha I. (907–955)

  - Pala
    - König: Rajyapala (908–945)

  - Pratihara
    - König: Samrat Mahipala (914–943)

  - Rashtrakuta
    - König: Govinda IV. (930–935)
    - König: Amoghavarsha III. (935–939)

- Iran
  - Buyiden
    - Herrscher von Dschibal: Rukn ad-Daula Abu l-Hasan Ali (932–947)
    - Herrscher von Fars und Chuzistan: Imad ad-Daula Abu l-Hasan Ali (934–949)

  - Saffariden
    - Herrscher: Abu Dschafar Ahmad (923–963)

  - Samaniden
    - Herrscher: al-Amir as-Said Nasr (914–943)

  - Ziyariden
    - Herrscher: Abo l-Haddschadsch Mardawidsch (931–935)
    - Herrscher: Zahir ad-Daula Abu Mansur Woschmgir (935–967)

- Japan
  - Kaiser: Suzaku (930–946)

- Khmer
  - König: Jayavarman IV. (928–941)

- Korea
  - Goryeo
    - König: Taejo (918–943), zu Lebzeiten König Wang Geon und posthum König Taejo genannt

  - Silla
    - König: Gyeongsun (927–935)

- Mataram
  - König: Mpu Sindok (929–947)

- Kalifat der Muslime
  - Kalif: ar-Rādī bi-'llāh (934–940)

## Europa
- Bulgarien
  - Zar: Peter I. (927–969)

- Burgund
  - König: Rudolf II. (912–937)

- Byzantinisches Reich
  - Kaiser: Konstantin VII. (913–959)

- Dänemark
  - König: Sigerich (935–936)
  - König: Gorm (936–958)

- England
  - König: Æthelstan (924–939)

- Westfrankenreich
  - König: Rudolf von Burgund (923–936)
  - Anjou
    - Graf: Fulko I. (929–941)

  - Aquitanien
    - Herzog: Ebalus (927–935)
    - Herzog: Wilhelm III. (935–963)

  - Auvergne
    - Graf: Robert I. (922–945)

  - Burgund (Herzogtum)
    - Herzog: Hugo der Schwarze (923–952)

  - Maine
    - Graf: Hugo I. (900–950)

  - Normandie
    - Herzog: Wilhelm I. (927–942)

  - Grafschaft Toulouse
    - Graf: Raimund III. (923–960)

- Ostfrankenreich
  - König: Heinrich I. (919–936)
    - Bayern
      - Herzog: Arnulf I. (907–937)

    - Böhmen
      - Herzog: Wenzel von Böhmen (921–929/935)
      - Herzog: Boleslav I. (935–967)

    - Flandern
      - Graf: Arnulf I. (918–964)

    - Holland
      - Graf: Dietrich I. (916–939)

    - Lothringen
      - Herzog: Giselbert von Lothringen (928–939)

    - Sachsen
      - Herzog: Heinrich I. (912–936)

    - Schwaben
      - Herzog: Hermann I. (926–949)

- Italien
  - Nationalkönig: Hugo I. (926–946)
  - Benevent
    - Herzog: Atenulf II. (911–940) auch Fürst von Capua

  - Ivrea
    - Markgraf: Berengar II. (925–964)

  - Kirchenstaat
    - Papst: Johannes XI. (931–935)

  - Montferrat
    - Markgraf: Aleram I. (932–969)

  - Neapel
    - Herzog: Johannes III. (928–968/969)

  - Salerno
    - Fürst: Waimar II. (900–946)

  - Toskana
    - Herzog: Boso von Tuscien (931–936)

  - Venedig
    - Doge von Venedig: Pietro II. Candiano (932–939)

- Kiewer Rus
  - Großfürst: Igor (912–945)

- Kroatien
  - König: Trpimir II. (928–935)
  - König: Krešimir I. (935–945)

- Norwegen
  - König: Erik I. (933–935)
  - König: Håkon I. (935–961)

- Raszien
  - Groß-Župan: Časlav Klonimirović (927–950)

- Schottland
  - König: Konstantin II. (900–943)

- Spanien
  - Grafschaft Barcelona
    - Graf: Sunyer I. (911–947)

  - Kalifat von Córdoba
    - Kalif: Abd ar-Rahman III. (912–961)

  - Kastilien
    - Graf: Fernán González (931–944)

  - León
    - König: Ramiro II. (931–951)

  - Navarra
    - König: García I. (931–970)

- Ungarn
  - Großfürst: Zoltán (907–947)

- Wales
  - Gwynedd
    - Fürst: Idwal der Kahle (916–942)

  - Powys
    - Fürst: Llywelyn ap Merfyn (900–942)